# Kyle O'Reilly
Kyle Greenwood (Delta, Columbia Británica; 1 de marzo de 1987) es un luchador profesional canadiense, más conocido por su nombre en el ring Kyle O'Reilly. que actualmente trabaja para All Elite Wrestling. Es más conocido por su paso por NJPW, PWG, ROH y NXT
Dentro de sus logros, está el haber sido dos veces Campeón Mundial, al ser una vez Campeón Mundial de ROH y una vez Campeón Mundial de la PWG. También es tres veces Campeón Mundial en Parejas de ROH y dos veces Campeón en Parejas Peso Pesado Junior IWGP, todos ellos junto con Bobby Fish, También fue 3 veces campeón en parejas de NXT (2 veces con Bobby Fish y 1 con Roderick Strong). Además, fue el ganador de Battle of Los Angeles en 2013 y, tercer ganador del Dusty Rhodes Tag Team Classic junto a Adam Cole.

## Carrera profesional

### Circuito independiente (2005-2017)
El 23 de diciembre de 2005, O'Reilly debutó formando equipo con Tony Tisoy pero perdieron ante Wrathchild y Killswitch. En enero de 2006 en ECCW's 10th Anniversary Show, formó equipo con Fast Freddy Funk y Kurt Sterling, derrotando a Michelle Starr, Johnny Canuck y Vance Nevada. Después de esto, O'Reilly continuó luchando todo el año. En marzo de 2007, O'Reilly comenzó una rivalidad con Sid Sylum, el 2 de marzo, fue derrotado por Sylum. Al día siguiente, derrotó junto a Veronika Vice a Sylum y Nikki Matthews en un Mixed Tag Team Match. El 30 de marzo, O'Reilly derrotó a Sylum en un "I Quit" Match, finalizando su rivalidad.
En junio de 2007, participó en el Pacific Cup, llegando a la fase final, derrotando a Tony Kozina y Scotty Mac, ganando el torneo.
El 30 de mayo de 2008, O'Reilly hizo su debut en el Full Impact Pro, donde perdió ante Damien Wayne. En Southern Justice, no logró luchar contra Johnny DeBall ya que Davey Richards atacó a ambos. En noviembre de 2009, hizo su regreso a FIP, apareciendo en el Jeff Peterson Memorial Cup, donde formó equipo con Tony Kozina en un Tag Team Rumble Match, que fue ganado por Bumz R 'Us.
El 21 de julio, O'Reilly derrotó a Ice, ganando el Campeonato Junior Pesado Canadiense NWA. Seis días después, sería derrotado por Ice, perdiendo el título. El 18 de agosto, O'Reilly volvió a derrotar a Ice para ganar el título por segunda vez, pero lo perdió nuevamente con Ice el mismo día. El 24 de agosto, O'Reilly y Ice terminaron sin resultado por lo que el campeonato pasó a ser vacante. Tras esto, se determinó que O'Reilly y Ice se enfrentarían nuevamente en un Best of Five Series Match, para definir al nuevo campeón. El 28 de diciembre, O'Reilly derrotó a Ice en un Last Man Standing Match, ganando el campeonato por tercera vez. El 5 de julio de 2008, fue derrotado por Billy Suede, perdiendo el título.
El 28 de noviembre de 2009, apareció en el pre-show de Dragon Gate USA, donde venció a Adam Cole.
El 16 de enero de 2010, O'Reilly apareció en el primer evento de EVOLVE, donde derrotó a Bobby Fish. En Evolve 2: Hero vs. Hidaka, derrotó a Hallowicked quien reemplazó a TJP por una lesión. En Evolve 3: Rise or Fall, fue derrotado por TJP. En Evolve 5: Danielson vs. Sawa, fue derrotado por Ricochet.
El 19 de marzo de 2010, participó en un Three-way Match por el Campeonato Canadiense Pesado NWA contra Billy Suede y Sylum, pero no tuvo éxito. El 14 de enero de 2017, regresó a ECCW, donde derrotó a El Phantasmo, ganando el Campeonato de la ECCW, aunque lo dejaría vacante el mismo día.

### Ring of Honor (2009-2017)

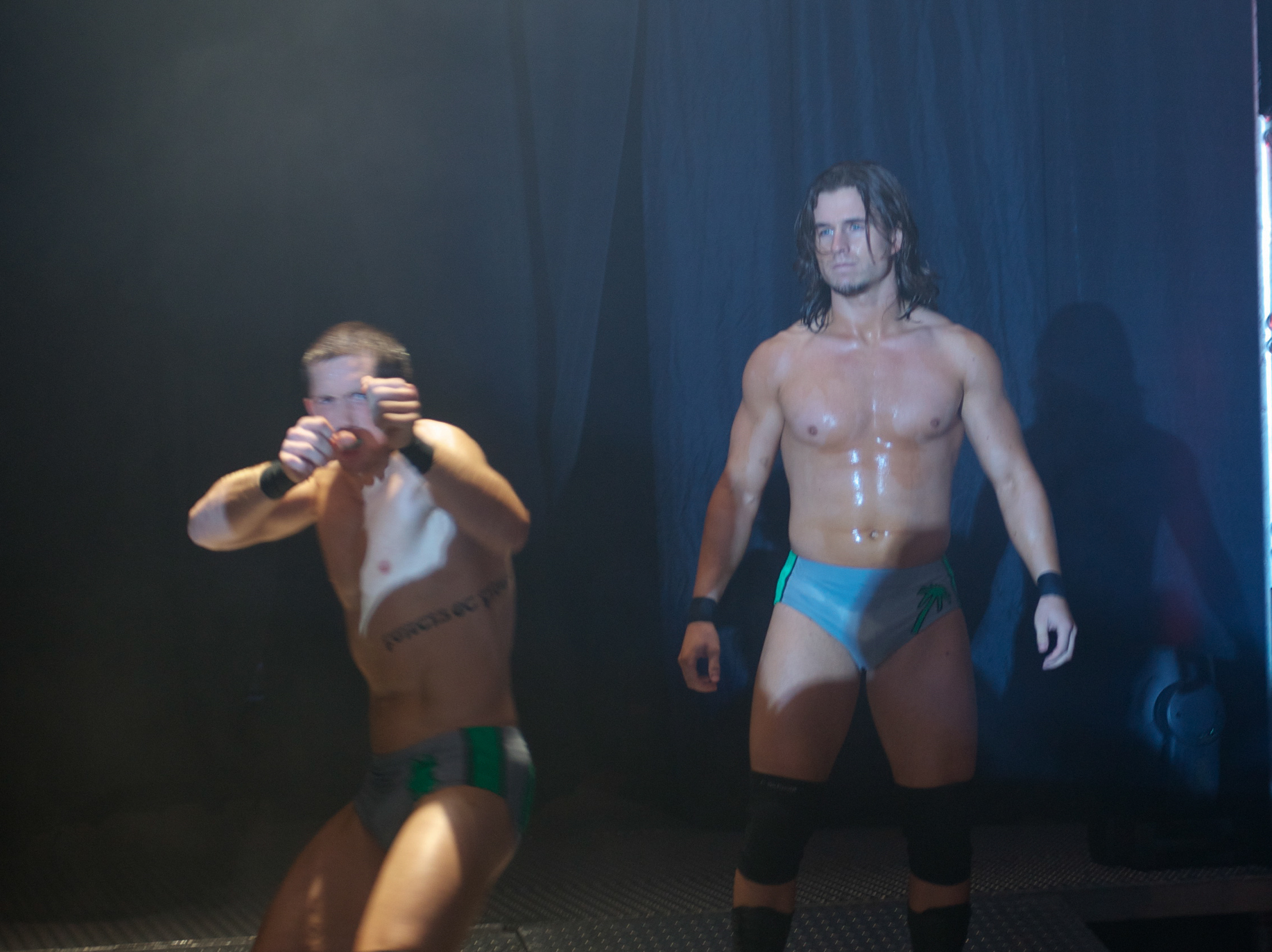
O'Reilly con Adam Cole

#### 2009-2010
En 2009, O'Reilly apareció en ROH. El 13 de noviembre, fue derrotado por Tony Kozina. El 21 de diciembre, fue derrotado por Chris Hero. El 5 de febrero de 2010, O'Reilly derrotó a Tony Kozina. El 23 de abril de 2010, derrotó a Sampson. El 10 de septiembre de 2010, fue derrotado por Austin Aries. Tres días después, ROH anunció que había firmado un contrato con O'Reilly.
O'Reilly formó un nuevo equipo junto a Adam Cole. El 2 de octubre, derrotó junto a Cole a Grizzly Redwood y Mike Sydal. El 8 de noviembre, derrotaron a The Bravado Brothers. El 12 de noviembre, O'Reilly participó en el Survival of the Fittest, pero fue eliminado por Kevin Steen en la primera ronda. En Final Battle, fueron derrotados por All Night Express (Rhett Titus y Kenny King). Posteriormente, fueron derrotados por The Briscoe Brothers (Jay y Mark) y The Kings of Wrestling (Chris Hero y Claudio Castagnoli ) en dos luchas seguidas. A pesar de poner en funcionamientos fuertes. El 8 de julio, derrotaron a The Bravado Brothers para ganar una oportunidad por el Campeonato Mundial en Parejas de la ROH. Posteriormente, el equipo de O'Reilly y Cole se denominó como Future Shock. En ROH 9th Anniversary Show, fue derrotado junto a Steve Corino y Grizzly Redwood por Mike Bennett.

#### 2012-2013
El 7 de enero de 2012, O'Reilly formó un nuevo equipo junto con Adam Cole donde Davey Richards y Eddie Edwards se unieron también, creando así Team Ambition. El equipo no logró funcionar bien entre ellos donde el Team Ambition se redujo a O'Reilly y Richards. En ROH 10th Anniversary Show, fue derrotado junto con Richards por Cole y Edwards. Por problemas personales, el equipo se disolvió; donde O'Reilly tendría roces con Cole mientras que Richards dejaría el equipo en busca del Campeonato Mundial de la ROH. En la primera fecha de Showdown in the Sun, fue derrotado por Jay Lethal por el Campeonato Mundial Televisivo de la ROH. Al día siguiente de Showdown in the Sun, derrotó a Cole. En Best in the World 2012: Hostage Crisis, O'Reilly fue derrotado por Cole en un Hybrid Fighting Rules Match. Después de la lucha, O'Reilly abofeteó a Cole, cambiando a heel. En Death Before Dishonor X: State of Emergency, derrotó a ACH. En Final Battle 2012: Doomsday, O'Reilly formaría un nuevo equipo junto con Bobby Fish llamado reDRagon donde debutaron siendo derrotados por The American Wolves (Eddie Edwards y Davey Richards).

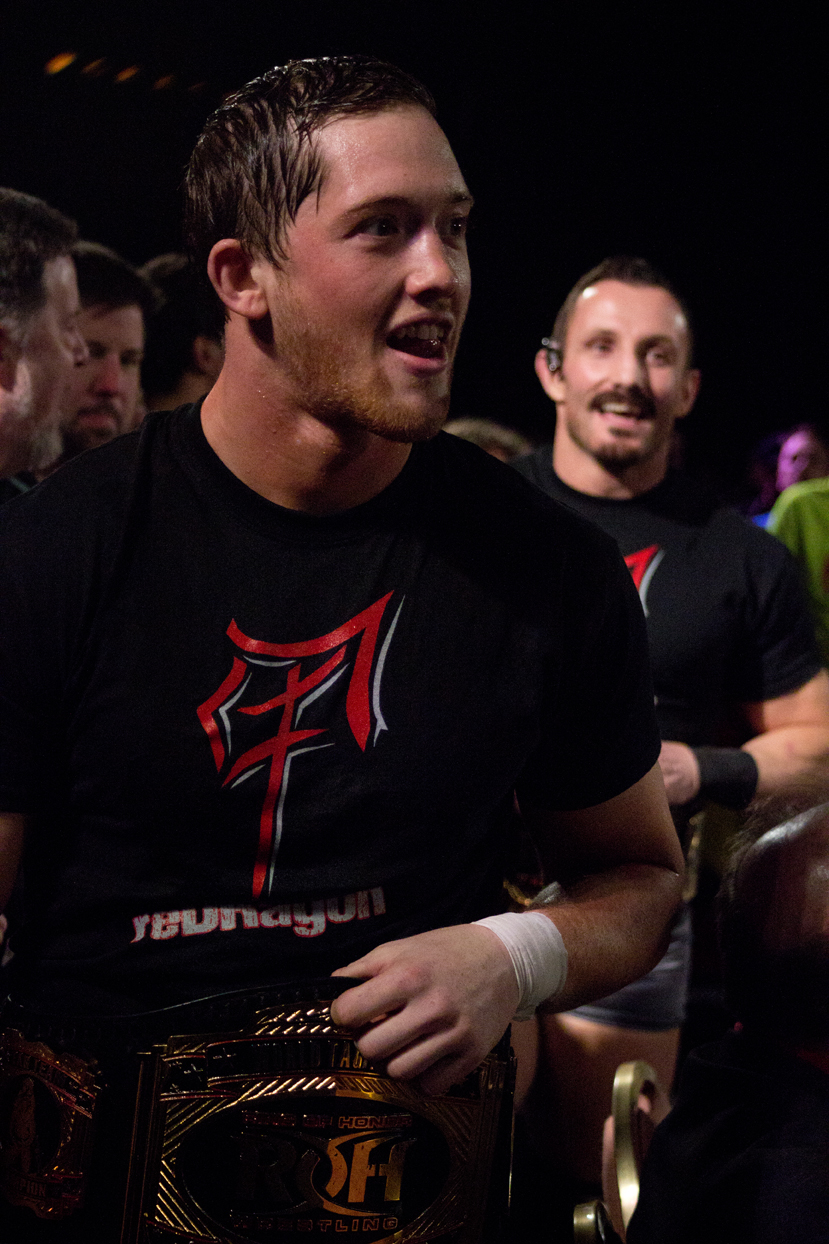
O'Reilly junto a Bobby Fish como Campeones Mundiales en Parejas de ROH.

En ROH 11th Anniversary Show, derrotó junto con Fish a The Briscoe Brothers (Jay y Mark), ganando el Campeonato Mundial en Parejas de ROH. En Supercard of Honor VII, derrotaron a The American Wolves, reteniendo los títulos. Posteriormente, derrotaron a Alabama Attitude (Corey Hollis y Mike Posey), donde retuvieron los campeonatos. En Best of the World, derrotaron a C&C Wrestle Factory (Caprice Coleman y Cedric Alexander) y SCUM (Cliff Compton y Rhett Titus) en un Three-way Tag team Match, donde conservaron los títulos nuevamente.
El 27 de julio en ROH, fueron derrotados por Forever Hooligans (Alex Koslov y Rocky Romero), perdiendo los títulos. En Manhattan Mayhem V, derrotaron a The American Wolves, ganando por segunda vez, el Campeonato Mundial en Parejas de ROH. En Death Before Dishonor XI, fue vencido junto con Bobby Fish Matt Taven y Michael Bennett por ACH, Tadarius Thomas, Caprice Coleman y Cedric Alexander. Durante los siguientes meses, reDRagon defendió los títulos contra equipos como C&C Wrestle Factory, The Forever Hooligans, y Jay Lethal & Michael Elgin. En Final Battle, derrotaron a Outlaw, Inc. (Homicide y Eddie Kingston).

#### 2014-2015
En ROH 12th Anniversary Show, derrotaron a Adrenaline Rush (ACH y Tadarius Thomas), reteniendo los títulos. En Supercard of Honor VIII, derrotaron a Forever Hooligans y a Hanson y Raymond Rowe. en un Three-way Tag team Match. En Raising the Bar, fueron derrotados por The Young Bucks (Matt y Nick Jackson), perdiendo nuevamente los títulos. En War of the Worlds, derrotaron a The Young Bucks, ganando por tercera vez el Campeonato Mundial en Parejas de ROH. El 7 de junio en ROH, retuvieron los títulos ante The Briscoe Brothers. En Best of the World 2014, derrotaron a Christopher Daniels y Frankie Kazarian donde los títulos estaban en juego. En All Star Extravaganza VI, derrotaron a The Young Bucks en un 2-out-of-3 falls Match, reteniendo los campeonatos. Posteriormente, participaron en el ROH Tag Wars Tournament donde llegaron a la fase final. Esa misma noche, derrotaron a ACH y Matt Sydal, The Addiction (Daniels y Kazarian) y The Briscoes donde retuvieron los títulos y ganaron el torneo. En Final Battle, derrotaron a Time Splitters (Alex Shelley y Kushida).
En ROH 13th Anniversary Show, derrotaron nuevamente a The Young Bucks. En Supercard of Honor IX, vencieron a The Kingdom (Matt Taven y Michael Bennett). El 4 de abril en ROH, fueron derrotados por The Adicction, perdiendo los títulos.En War of the Worlds, derrotaron a Hiroshi Tanahashi y Jushin Thunder Liger. Luego, fue derrotado por Tetsuya Naito. En Best in the World, fueron derrotados por The Addiction (Christopher Daniels y Frankie Kazarian) en un No Disqualification Tag Team Match. En Global Wars, O'Reilly se enfrentó a Chris Sabin y Kushida pero fue derrotado por este último. En Field of Honor, reDRagon fue derrotado por Lethal y Shinsuke Nakamura. En All Star Extravaganza VII, fue derrotado por Lethal después de que Cole lo traicionara. En Survival of the Fittest: Night 1, fue derrotado junto con Fish por The Kingdom (Matt Taven y Michael Bennett). En Survival of the Fittest: Night 2, derrotaron a The House of Truth (Jay Lethal y Donovan Dijak).
En Final Battle, fueron derrotados junto con The Kingdom por The Young Bucks en un Three-way Philadelphia Street Fight Match.

#### 2016-2017
En ROH 14th Anniversary Show, fue derrotado junto con Adam Cole por Jay Lethal por el Campeonato Mundial de la ROH. Al día siguiente, junto con Bobby Fish, derrotaron a Chaos. En Death Before Dishonor XIV, O'Reilly hizo su regreso interrumpiendo la celebración de Adam Cole como Campeón Mundial de la ROH. En Field of Honor, derrotó a Katsuyori Shibata. En All Star Extravaganza VIII, venció a Hangman Page. En Glory by Honor XV, O'Reilly volvió a formar equipo con Bobby Fish para derrotar a Adam Cole y Hangman Page. En Survival of the Fittest, derrotó a Christopher Daniels y a Frankie Kazarian. En Final Battle, derrotó a Cole en un No Disqualification Match, ganando así el Campeonato Mundial de la ROH. El 31 de diciembre, el contrato de O'Reilly había terminado y se estaba en negociaciones para un nuevo contrato con él. En Wrestle Kingdom 11 in Tokyo Dome, fue derrotado por Cole, perdiendo el título. El 11 de enero, el contrato de O'Reilly finalizó después de 8 años, dejando la empresa.

### Pro Wrestling Guerrilla (2011-2017)

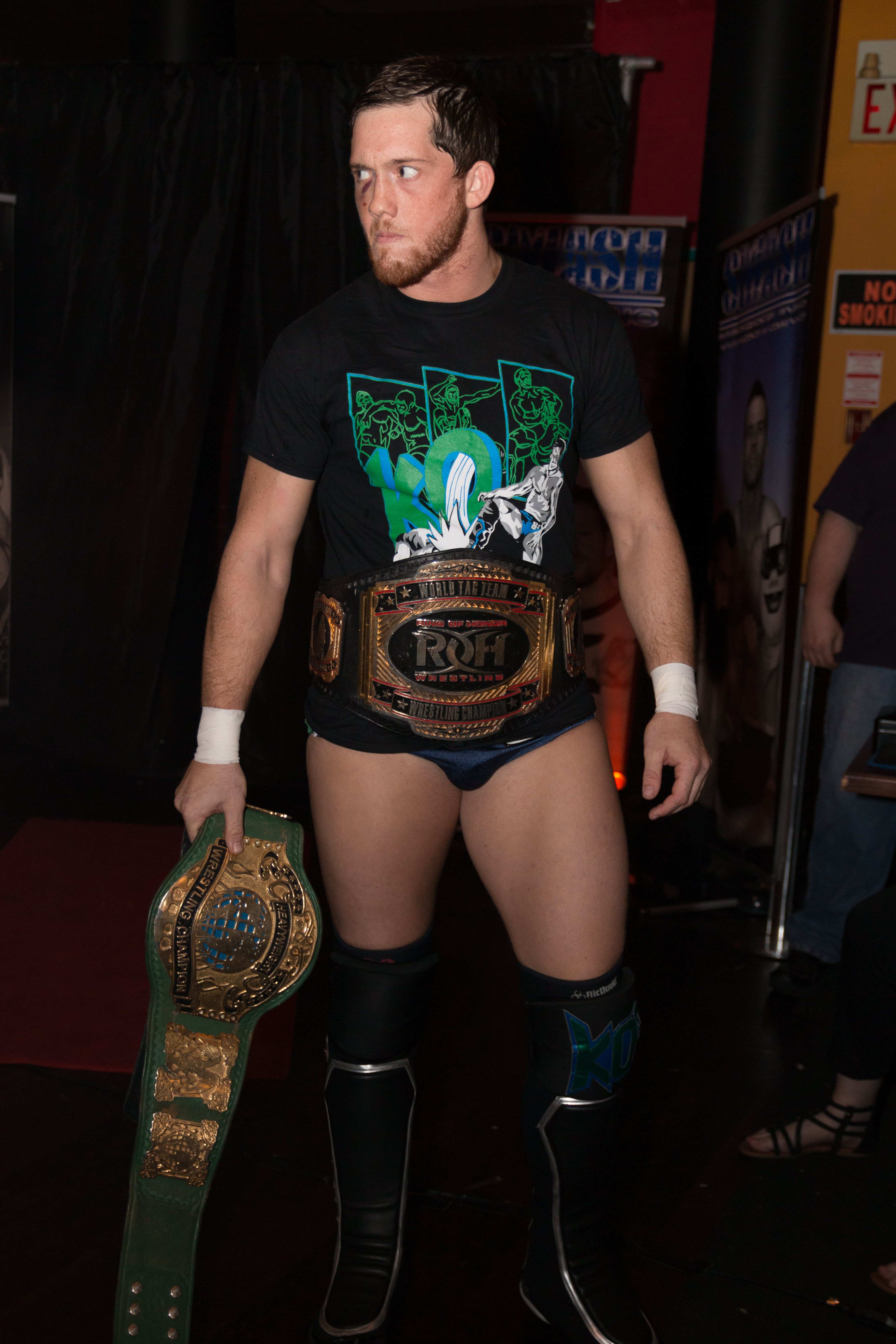
O'Reilly como Campeón Mundial de la PWG y Campeón Mundial en Parejas de la ROH.

El 22 de octubre de 2011, O'Reilly debutó en Pro Wrestling Guerrilla junto a Adam Cole para retar a The Young Bucks (Matt y Nick Jackson) por el Campeonato Mundial en Parejas de la PWG. En Fear on December 10, O'Reilly y Cole fueron derrotados por RockNES Monsters (Johnny Goodtime y Johnny Yuma). El 21 de abril de 2012, Future Shock entró en el Dynamite Duumvirate Tag Team Title Tournament, donde derrotaron a The Dynasty (Joey Ryan and Scorpio Sky) en la primera ronda, pero serían eliminados por Super Smash Bros (Player Uno y Stupefied) en la segunda ronda. El 21 de julio en el 9º Aniversario de PWG, Future Shock fue derrotado junto con The Young Bucks por Super Smash Bros en un Three-way Tag team Ladder Match. por el Campeonato Mundial en Parejas de la PWG. 

#### 2013-2015
El 12 de enero de 2013, Future Shock nuevamente entró en el Dynamite Duumvirate Tag Team Title Tournament, donde derrotaron a DojoBros (Eddie Edwards y Roderick Strong) en la primera ronda, pero serían eliminados por El Genérico y Kevin Steen en la segunda ronda. El 30 de agosto, O'Reilly entró en la Battle of Los Ángeles 2013, derrotando a Trent? en la primera ronda. En la segunda, derrotó a ACH. En la tercera, venció a Drake Younger. EN la fina del torneo, O'Reilly derrotó a Michael Elgin, ganando la oportunidad de ser retador #1 al Campeonato Mundial de la PWG. El 19 de octubre, se enfrentó a Cole pero perdió por interferencia de Kevin Steen y The Young Bucks. En Sold our Soul for Rock 'n Roll, derrotó a Cole en un K.O o Submission Only Match, ganando el Campeonato Mundial de la PWG. Tras esto, O'Reilly nuevamente fue parte del Battle of Los Angeles, derrotando a Drew Gulak en la primera ronda. En la segunda, venció a Zack Sabre Jr.. En la tercera ronda, tuvo que abandonar el torneo por una lesión sucedida en la lucha contra Roderick Strong. En las finales del torneo, Ricochet derrotó a Johnny Gargano y Roderick Strong, y al mismo tiempo, retó a O'Reilly por el título pero fue derrotado. Tras esto, Strong retó a O'Reilly a una lucha por el título, aceptándolo. Finalmente, O'Reilly fue derrotado por Strong, perdiendo el campeonato.

#### 2016-2017
El 4 de marzo de 2016, O'Reilly derrotó a Marty Scurll. Después, reDRagon fue derrotado por The Young Bucks en un intento por ganar los Campeonatos Mundiales en Parejas de la PWG. El 29 de julio, fue derrotado por Zack Saber Jr. en una oportunidad por el Campeonato Mundial de la PWG. El 2 de septiembre, reDRagon y Dalton Castle perdieron ante Mount Rushmore 2.0 (Adam Cole, Matt Jackson y Nick Jackson).

### New Japan Pro Wrestling (2014-2017)
Debido a los convenios entre ROH y NJPW, el 10 de agosto, reDRagon tuvo una aparición especial siendo derrotados por Time Splitters (Alex Shelley y Kushida) por el Campeonato Junior Pesado en Parejas IWGP.
El 25 de octubre, O'Reilly y Fish fueron anunciados como participantes del Super Jr. Tag Tournament 2014. El 3 de noviembre, reDRagon derrotó a The Young Bucks, ganando el torneo. En Power Struggle, reDRagon derrotó a Time Splitters, ganando el Campeonato Junior Pesado en Parejas IWGP.

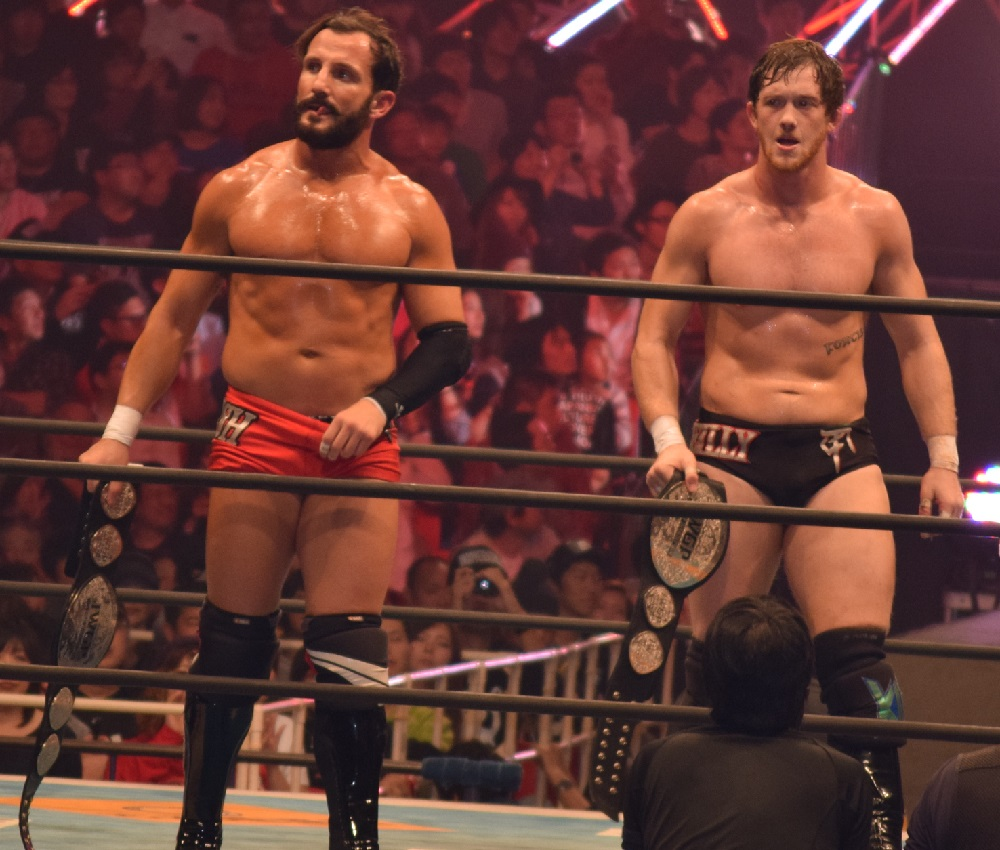
O'Reilly y Fish como Campeones Junior Pesados en Parejas IWGP.

#### 2015
En Wrestle Kingdom 9 en Tokyo Dome, derrotaron a Forever Hooligans, Time Splitters y The Young Bucks en un Four-way Tag Team Match. En The New Beginning en Osaka, O'Reilly y Fish fueron derrotados junto con Time Splitters por The Young Bucks en un Three-way Tag Team Match, perdiendo los títulos.
Unos meses después en Wrestling Dontaku, regresaron para ser parte de un Three-way Match por el Campeonato Junior Pesado en Parejas IWGP, donde estaban The Young Bucks y Roppongi Vice (Beretta y Rocky Romero) pero no lograron ganarlos. Más tarde ese mes, O'Reilly entró en Best of the Super Juniors 2015. Logró avanzar a las finales, siendo derrotado por Kushida. En Dominion 7.5 in Osaka-jo Hall, volvió a unirse con Fish para enfrentarse a The Young Bucks y Roppongi Vice por el Campeonato Junior Pesado en Parejas IWGP pero fueron nuevamente derrotados.
El 16 de agosto, reDRagon derrotó a The Young Bucks, ganando por segunda vez el Campeonato Junior Pesado en Parejas IWGP. En King of Pro-Wrestling, derrotaron a Roppongi Vice, reteniendo los títulos. En Power Struggle, O'Reilly junto a Fish, Alex Shelley y Kushida derrotaron a Bullet Club. En Wrestle Kingdom 10 in Tokyo Dome, fueron derrotados por The Young Bucks en un Four-way Tag Team Match, donde estuvieron Roppongi Vice y Matt Sydal & Ricochet, perdiendo los títulos.

#### 2016-2017
En The New Beginning in Osaka, reDRagon fue derrotado junto con The Young Bucks por Matt Sydal & Ricochet. En The New Beginning in Niigata, derrotaron a Chaos (Gedo y Kazushi Sakuraba). Después de esto, O'Reilly y Fish formaron alianza con Katsuyori Shibata para enfrentarse a The Elite (Kenny Omega y The Young Bucks). En Honor Rising: Japan, O'Reilly, Fish y Shibata fueron derrotados por The Elite en un Six-man Tag Team Match.
En King of Pro-Wrestling, fue derrotado por Katsuyori Shibata en un intento por ganar el Campeonato de Peso Abierto NEVER.

### WWE (2017-2021)

#### NXT Wrestling (2017-2021)
El 2 de agosto en NXT, O'Reilly tuvo una aparición especial, enfrentándose ante Aliester Black pero fue derrotado. En NXT TakeOver: Brooklyn III, debutó atacando junto con Bobby Fish a The Authors of Pain (Akam y Rezar) y a SAnitY (Eric Young y Alexander Wolfe) y al finalizar, también atacó junto con Fish y Adam Cole a Drew McIntyre, mostrándose como heel. El 30 de agosto en NXT, nuevamente apareció para atacar junto con Fish y Cole a McIntyre.
El 13 de septiembre en NXT, se presentó junto con Cole y Fish para atacar a Pete Dunne después de que este retuviera el Campeonato Británico de la WWE ante Wolfgang. A esta aparición, WWE denominó al nuevo stable como "The Undisputed Era". El 20 de septiembre en NXT, debutó derrotando junto a Bobby Fish a Trent Seven y Tyler Bate. Después de la lucha, huyeron de McIntyre, quien salió para confrontarlo para luego ser atacados por SAnitY.
El 27 de septiembre en NXT, interfirió con Fish a favor de Cole en su lucha contra Eric Young. El 18 de octubre en NXT; O'Reilly, Fish y Cole debían enfrentarse a SAnitY pero fueron interrumpidos por The Authors of Pain. El 1 de noviembre en NXT, nuevamente aparecieron para interrumpir la lucha entre SAnitY y The Authors of Pain pero fueron atacados por Roderick Strong. Tras esto, William Regal anunció que The Undisputed Era se enfrentaría ante SAnitY y The Authors of Pain & Roderick Strong en un WarGames Match (tipo de lucha que no se veía desde la WCW). En NXT TakeOver: WarGames, vencieron a The Authors of Pain & Roderick Strong y SAnitY.
El 27 de diciembre en NXT, interfirió con Fish y Cole en el Fatal 4-way Match entre Aliester Black, Johnny Gargano, Lars Sullivan y Killian Dain, donde Cole le costó la victoria a Black de ganar dicha lucha.

#### 2018-2020
El 10 de enero en NXT, The Undisputed Era fueron retados por Black y Strong por los Campeonatos en Parejas de NXT. Esa misma noche, O'Reilly y Fish derrotaron a Black y Strong después de que Cole distrajera a Black. En NXT TakeOver: Philadelphia, O'Reilly y Fish derrotaron a The Authors of Pain para retener los títulos. Esa misma noche, intervino junto a Fish en la lucha entre Cole y Black pero fueron atacados por SAnitY.
El 4 de marzo, Fish sufrió un desgarro del ligamento cruzado anterior (ACL) y un desgarro del ligamento cruzado anterior (MCL) en la rodilla izquierda en un House show. A razón de esto, Cole tomó su lugar como campeón bajo la freebird rule. El 14 de marzo en NXT, The Undisputed Era atacaron a Dunne pero Strong salió para defenderlo. Tras esto, se comenzó una rivalidad con Strong y Dunne. El 4 de abril en NXT, interfirieron en la lucha final del Dusty Rhodes Tag Team Classic donde atacaron a Strong, Dunne y The Authors of Pain. Tras esto, William Regal determinó que en NXT TakeOver: New Orleans, la final del torneo tendría doble premio: el trofeo del mismo y los Campeonatos en Parejas de NXT.
En NXT TakeOver: New Orleans, derrotó junto a Cole a Strong & Dunne y The Authors of Pain en un Triple Threat Match, reteniendo los títulos y además, ganando el Dusty Rhodes Tag Team Classic; todo esto después de que Strong traicionara a Dunne. En NXT TakeOver: Chicago II, O'Reilly y Strong derrotaron a Oney Lorcan y Danny Burch para retener los títulos. El 19 de junio en el segundo torneo anual del Campeonato del Reino Unido, O'Reilly y Strong perdieron los títulos contra Moustache Mountain (Tyler Bate y Trent Seven), pero los recuperaron dos días después. Está lucha fue calificada con 5 estrellas por el destacado periodista Dave Meltzer. En NXT TakeOver: Brooklyn 4, O'Reilly y Strong retuvieron los títulos contra Moustache Mountain.Después del combate, The War Raiders (Hanson y Rowe) atacaron a Strong y O'Reilly. En el episodio del 14 de noviembre de NXT, O'Reilly derrotó a Hanson, lo que significa que Undisputed ERA tendría una ventaja numérica en el combate de WarGames en NXT TakeOver: WarGames . En el evento, The Undisputed Era perdió ante Pete Dunne , Ricochet y War Raiders (Hanson y Rowe). en NXT TakeOver:Phoenix , O'Reilly y Strong perdieron los títulos ante The War Raiders. En NXT TakeOver:XXV , O'Reilly y Fish se enfrentaron a The Street Profits (Angelo Dawkins y Montez Ford), The Forgotten Sons ( Wesley Blake y Steve Cutler), y Oney Lorcan y Danny Burch.en un combate de escalera de 4 vías fatal por los vacantes Campeonatos de Parejas de NXT, pero el combate fue ganado por Dawkins y Ford. Fish y O'Reilly luego desafiaron a The Street Profits por los títulos en NXT TakeOver:Toronto el 10 de agosto, pero nuevamente no lograron convertirse en campeones. Sin embargo, seis días después de las grabaciones de NXT del 16 de agosto , O'Reilly y Fish finalmente derrotaron a The Street Profits por el Campeonato de Parejas de NXT. O'Reilly y Fish continuarían manteniendo los títulos de parejas de NXT durante varios meses hasta que perdieron ante los BroserWeights (Pete Dunne y Matt Riddle) en NXT Takeover: Portland. El 16 de febrero de 2020. Después de esto, O'Reilly dejó de aparecer con Undisputed Era en televisión y solo apareció en segmentos pregrabados ya que se abstuvo de competir durante la pandemia de COVID-19 debido a la enfermedad de diabetes que aqueja. Hizo su regreso al ring en el episodio del 5 de agosto de NXT donde él y Fish desafiaron sin éxito a Marcel Barthel y Fabian Aichner de Imperium por el Campeonato de Parejas de NXT.
En el episodio del 23 de septiembre de NXT , O'Reilly derrotó a Bronson Reed , Cameron Grimes , Kushida y Timothy Thatcher en el primer combate de Gauntlet Eliminator para luchar por su primer título individual en la promoción, convirtiéndose en el contendiente número uno por el Campeonato NXT en NXT TakeOver 31 contra Finn Bálor. En el evento, O'Reilly no logró ganar el título. Después del evento, O'Reilly y el resto de The Undisputed Era comenzarían a pelear con The Kings of NXT (Pat McAfee, Pete Dunne, Danny Burch y Oney Lorcan). El gerente general de NXT, William Regal , anunciaría que Undisputed Era se enfrentaría a The Kings of NXT en un combate de WarGames en NXT TakeOver: WarGames . En el evento, Undisputed Era derrotaría a The Kings of NXT. En el episodio del 16 de diciembre de NXT , O'Reilly derrotó a Dunne para convertirse en el contendiente número uno al Campeonato de NXT de Bálor en NXT: New Year's Evil El 6 de enero de 2021, en NXT New Year's Evil, no tuvo éxito una vez más.

#### 2020-2021
En NXT TakeOver: Vengeance Day , The Undisputed Era ayudó a Finn Bálor a defenderse de Pete Dunne, Danny Burch y Oney Lorcan. Luego posaron en el ring, sin embargo, Cole atacó a Bálor. Cuando O'Reilly protestó contra Cole que atacaba a Bálor, Cole luego le dio la superkick a O'Reilly, siendo este el final de The Undisputed Era.
En el NXT después de TakeOver: Vengeance Day, Cole una vez más atacó a O'Reilly durante la lucha de seis hombres en parejas. Cole luego golpeó a O'Reilly con un brainbuster en los escalones de acero, lo que provocó que O'Reilly fuera sacado en camilla del ring.
La lesión de kayfabe llevó a los fanáticos a especular que O'Reilly había sufrido una convulsión.. Muchos fanáticos y luchadores mostraron su apoyo y preocupación por O'Reilly a través de las redes sociales. Más tarde se reveló ese día que O'Reilly nunca sufrió una convulsión. O'Reilly regresó en el episodio del 11 de marzo de NXT y atacó a Cole durante la lucha por el Campeonato de NXT entre Cole y Bálor. En el episodio del 24 de marzo de NXT , O'Reilly y Cole firmarían un contrato para hacer oficial su lucha No sancionada en NXT TakeOver: Stand & Deliver . En el evento, O'Reilly derrotaría a Cole en una intensa lucha. 
Poco después, O'Reilly comenzó a perseguir el Campeonato NXT, por lo que comenzó una enemistad con el campeón reinante Karrion Kross . En el episodio del 1 de junio de NXT , O'Reilly se enfrentó a Johnny Gargano y Pete Dunne en un combate de triple amenaza por una oportunidad por el Campeonato NXT en NXT TakeOver: In Your House, que terminó en un no concurso después de que Cole regresó y derrotó a los tres hombres. Más tarde esa noche, se anunció que Kross defendería su título en un combate a cinco contra O'Reilly, Cole, Gargano y Dunne. En el evento, O'Reilly no logró capturar el título. [127]Después de no poder ganar el campeonato, O'Reilly reanudó su enemistad con Cole y se realizó una revancha entre los dos para el episodio especial de The Great American Bash , donde O'Reilly fue derrotado por Cole. Continuaría peleando con Cole hasta que derrotó a Cole en NXT TakeOver 36 , en un 3 stages of hell match poniendo fin a su feudo y siendo esta la última lucha de Cole en WWE. 
Después de que terminó su enemistad con Cole, O'Reilly formaría una sociedad incómoda con el recién llegado Von Wagner, quien lo ayudó a defenderse de un ataque de Pete Dunne y Ridge Holland . En el episodio del 12 de octubre de NXT 2.0 , O'Reilly y Wagner se unieron para derrotar a Dunne y Holland. Poco después declararon sus intenciones para el Campeonato en Parejas de NXT y en el episodio del 30 de noviembre, derrotaron a Joaquín Wilde y Raúl Mendoza para convertirse en los contendientes número uno. En NXT WarGames , O'Reilly y Wagner se enfrentaron a los campeones reinantes Imperium en un esfuerzo perdedor y después del combate, Wagner intentó atacar a O'Reilly pero O'Reilly contrarrestó su ataque. En el episodio de NXT 2.0 del 7 de diciembre del 2021 O'Reilly se enfrentó a Wagner en un combate de jaula de acero, pero sería derrotado y, después del combate, Wagner le aplastaría la cabeza repetidamente con la puerta de la jaula de acero, siendo esta su última lucha en WWE. Esta aparentemente sería la última aparición de O'Reilly en NXT ya que su contrato con WWE expiró el 10 de diciembre y decidió no renovarlo con la empresa.

### All Elite Wrestling (2021-presente)
El 22 de diciembre en el especial de Dynamite, O'Reilly hizo su debut en All Elite Wrestling al atacar a Orange Cassidy durante su combate con Adam Cole, lo que le permitió a Cole ganar y establecerse como heel. Después del combate, O'Reilly se reuniría con Cole y Bobby Fish.

## Vida personal
- Kyle padece de Diabetes Tipo 1[4]
- Considera a Bret Hart, Toshiaki Kawada, Royce Gracie y Muhammad Ali como sus modelos a seguir[4]
- Antes de ser luchador profesional, participó en varios deportes como lucha libre olímpica, hockey sobre hielo, fútbol americano, lacrosse, kick boxing, jiu-jitsu, snowboarding y rugby.[4]
- Para obtener ingresos, trabajó en un restaurant local.
- En algún momento de su vida, vivió con Davey Richards y Tony Kozina.[5]

## En lucha
- Movimientos finales
  - Ankle lock
  - ARMageddon (Cross armbar)

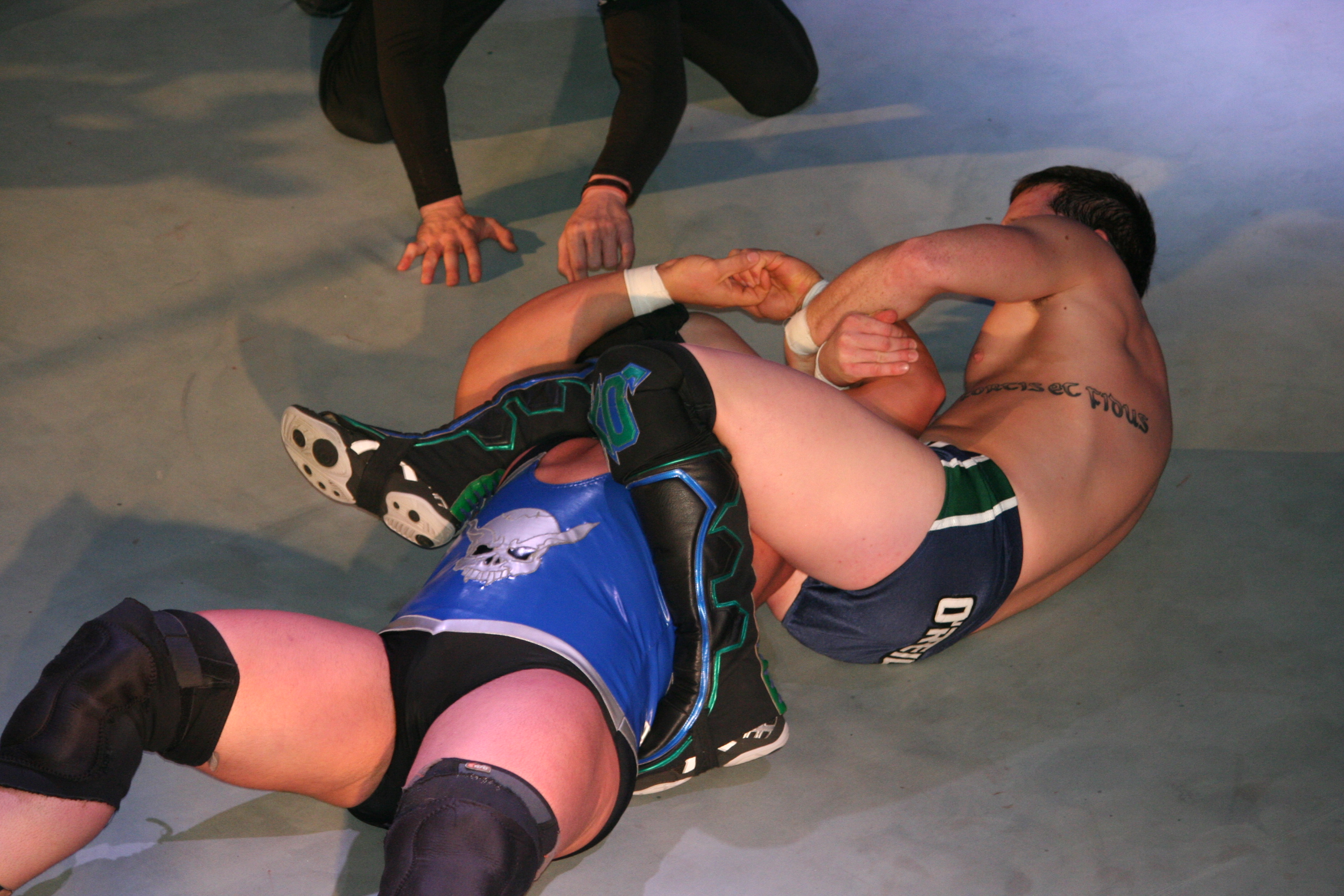
O'Reilly aplicando su ARMageddon a Michael Elgin.

  - Bionic Knee (Diving knee drop al rostro, nuca o espalda del oponente)
  - Brainbuster
  - Guillotine choke
  - Kneebar
  - Triangle choke

- Movimientos de firma
  - Ax and Smash (Scissors stomp to a kneeling or bent-over opponent's head followed by an elbow smash)
  - Bridging leg hook belly-to-back suplex
  - Nigel (Pendulum short-range lariat) – adoptado de Nigel McGuinness
  - Front missile dropkick desde el filo del ring hacia afuera
  - Triple rolling double underhook suplex
- Apodos
  - "The Martial Artist"

## Campeonatos y logros
- All Elite Wrestling/AEW
  - Casino Battle Royale (2022)
- Elite Canadian Championship Wrestling/ECCW
  - ECCW Championship (1 vez)
  - NWA Canadian Junior Heavyweight Championship (3 veces)[4]
  - Pacific Cup (2007)[4]

- New Japan Pro Wrestling/NJPW
  - IWGP Junior Heavyweight Tag Team Championship (2 veces) - con Bobby Fish
  - Super Junior Tag Tournament (2014) – con Bobby Fish

- Pro Wrestling Guerrilla/PWG
  - PWG World Championship (1 vez)
  - Battle of Los Angeles (2013)

- Ring of Honor/ROH
  - ROH World Championship (1 vez)
  - ROH World Tag Team Championship (3 veces) - con Bobby Fish
  - Tag Wars Tournament (2014) - con Bobby Fish

- World Wrestling Entertainment/WWE
  - NXT Tag Team Championship (3 veces) - con Bobby Fish (2), Adam Cole (1) y Roderick Strong (2)[6]
  - Dusty Rhodes Tag Team Classic (Tercer ganador) - con Adam Cole
  - NXT Year–End Award (4 veces)  
    - Equipo del año (2018) – con Roderick Strong
    - Equipo del Año (2019) - con Bobby Fish
    - Equipo del Año (2020) – con The Undisputed Era
    - Lucha del Año (2020) vs. Finn Bálor en NXT TakeOver: 31

  - Bumpy Award (1 vez)
    - Rivalry of the Half-Year (2021) - vs Adam Cole

- Pro Wrestling Illustrated
  - Situado en el Nº232 en los PWI 500 de 2011[7]
  - Situado en el Nº102 en los PWI 500 de 2012[8]
  - Situado en el Nº73 en los PWI 500 de 2013[9]
  - Situado en el Nº61 en los PWI 500 de 2014[10]
  - Situado en el Nº35 en los PWI 500 de 2015[11]
  - Situado en el Nº32 en los PWI 500 de 2016[12]
  - Situado en el Nº38 en los PWI 500 de 2017[13]
  - Situado en el Nº75 en los PWI 500 de 2018
  - Situado en el N°84 en los PWI 500 de 2019
  - Situado en el N°121 en los PWI 500 de 2020
  - Situado en el N°50 en los PWI 500 de 2021

- Wrestling Observer Newsletter
  - Lucha 5 estrellas (2018) con Roderick Strong vs. Trent Seven y Tyler Bate en NXT Wrestling el 11 de julio